# Експеримент із часом
«Експеримент із часом» (англ. An Experiment with Time) — філософський трактат ірландського авіаінженера і льотчика Джона Вільяма Данна (1875—1949) на тему прекогніції й людського сприйняття часу. Книга, опублікована 1927 року, викликала широкий читацький і критичний резонанс; прихильниками і пропагандистами ідей Данна стали деякі інші відомі літератори, зокрема, Джон Бойнтон Прістлі. Теми, порушені в «Експерименті з часом», висвітлені в наступних роботах Данна — «Послідовний всесвіт» (англ. The Serial Universe, 1934), «Нове безсмертя» (англ. The New Immortality, 1938) і «Ніщо не вмирає» (англ. Nothing Dies, 1940).

## Основні положення
Теорія Данна, розроблена на основі багаторічних експериментів з прекогнітивними сновидіннями і штучно викликаними прекогнітивними станами, полягає в тому, що в реальності всі часи присутні вічно — інакше кажучи, минуле, сьогодення і майбутнє, в деякому сенсі, відбуваються «разом». Людська свідомість, однак, сприймає цю одночасність у лінійній формі. Згідно з Данном, у стані сну сприйняття часу втрачає непорушну лінійність, притаманну йому в стані неспання; як наслідок, людина набуває здатності до прекогнітивних сновидінь, у яких свідомість вільно перетинає кордони минулого, теперішнього і майбутнього. Виходячи з цього, Данн стверджує, що ми самі існуємо на двох рівнях: в часі і поза ним — і висуває власну «серійну» теорію часу (англ. serialism), а також засновану на ній концепцію безсмертя, викладену в його пізніших роботах «Нове безсмертя» і «Ніщо не вмирає».
Думка про «серійну» природу часу (і, ширше, людську природу) досить складна. Одна з пояснювальних аналогій — книга. У кожен окремий мить книга існує як така, всією сукупністю своїх сторінок — однак в кожну окрему мить людська свідомість здатна сприймати тільки одну книжкову сторінку за раз. Інші сторінки, хоча й існують одночасно з читаною в даний момент, залишаються за межами сприйняття. Якби читачеві вдалося миттєво сприйняти відразу всі сторінки книги, він наблизився б до її істинного сприйняття. Подібним чином, у своєму житті людина усвідомлено переживає тільки одну мить за раз — теперішню, а не сукупність минулого, теперішнього і майбутнього. Минуле пригадується, але не переживається фізично; майбутнє залишається невідомим. Аналогія «час — книга», до деякої міри, перегукується з описом Бога у Томи Аквінського, за яким Бог бачить всі минулі, теперішні і майбутні події в єдиному «тепер» вічності — подібно до спостерігача, який споглядає з гірської вершини долину і одним поглядом охоплює всі події, що відбуваються в світовому часі, з надчасової перспективи.
Досягнення одночасного усвідомленого сприйняття минулого, сьогодення і майбутнього означало б повну переоцінку природи людського існування в аспектах свідомості, часу і фізичної реальності — що є, на думку Данна, головним логічним висновком з його роботи.

## Експеримент

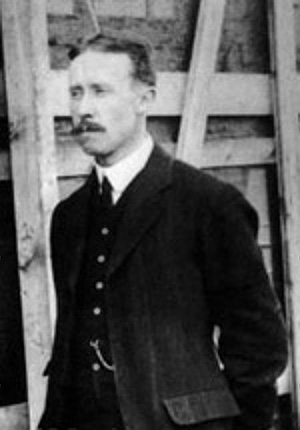
Джон Вільям Данн. Близько 1910

В «Експерименті з часом» Данн розглядає передумови доведення гіпотетичної здатності сприймати події, що перебувають поза потоком свідомості звичайного спостерігача, а також пояснення деяких явищ — наприклад, дежавю, — потенційно пов'язаних з цією здатністю.
Він пропонує глядачу зануритися в середовище, що максимально розкріпачує свідомість, а потім, відразу після пробудження, як можна докладніше згадати і записати всі події, що наснилися, з точним зазначенням дати. Через деякий час ці записи слід уважно вивчити і простежити зв'язки між ними та подальшими подіями, що відбулися наяву.
Перша частина книги Данна присвячена викладу його теорії; друга містить приклади записів снів та їх подальших інтерпретацій як імовірних прогнозів майбутнього. В епоху написання «Експерименту з часом» статистичний аналіз перебував у зародковому стані, що робило неможливою об'єктивну оцінку релевантності прогнозованих подій.

## Паралелі
Теорія часу, запропонована Данном, має паралелі в багатьох інших наукових і метафізичних теоріях. Час сновидінь в уявленнях австралійських аборигенів одномоментно існує в сьогоденні, минулому і майбутньому і є об'єктивною часовою істиною, тоді як лінійний час — породження суб'єктивної людської свідомості. В Каббалі, даосизмі та більшості містичних традицій прямо говориться про те, що свідомості, яка не спить, доступне лише обмежене сприйняття реальності і часу, і тільки в стані сну розум здатний вільно подорожувати багатовимірною реальністю часу і простору (пор.: «Сни — мандри духа через всі дев'ять небес і дев'ять земель» у старокитайському даоському трактаті про медитацію «Таємниця золотої квітки»). Подібним чином, усі містичні традиції говорять про безсмертні і тимчасові «я», що існують паралельно — як у часі та просторі, так і поза ними.
Якщо теорія Данна правильна, вона могла б пояснити природу релігійного переживання «вічності» або «позачасовості», згадуваного в творах релігійних екстатиків і містиків у всьому світі.

## Вплив
- Інтерес до теорії Данна відбито в поемі Томаса Стернза Еліота «Бернт Нортон[en]» з циклу «Чотири квартети[en]» (1936—1942), яка починається рядками[1][2]:

Сьогодення та минуле,

Ймовірно, настануть у майбутньому,

Як майбутнє наступало в минулому.
- Теорія Данна лежить в основі п'єс Джона Бойнтона Прістлі «Небезпечний поворот[en]» (1932), «Час і родина Конвеїв[en]» (1937; в передмові до п'єси автор відкрито називає себе прихильником концепції автора «Експерименту з часом»), «Візит інспектора[en]» (1945; радянські екранізації — «Він прийшов», 1973; «Інспектор Гулл», 1979). Серед інших письменників-сучасників Данна, з ентузіазмом прийняли його ідеї, — Олдос Гакслі і Адольфо Біой Касарес, який згадує книгу Данна в передмові до свого роману «Сон героїв» (ісп. El sueno de los heroes, 1954). Без сумніву, ідеї Данна вплинули на творчість Володимира Набокова[3] (роман «Запрошення на страту[ru]», 1938; автобіографічна книга «Пам'ять, говори[ru]», 1951) і Хорхе Луїса Борхеса[4], який присвятив моделі часу Данна есе «Час і Дж. В. Данн» (ісп. El tiempo y J. W. Dunne), включене до збірки «Інші розслідування» (ісп. Otras inquisiciones, 1952).
- «Експеримент із часом» згадується в книзі «Останні люди в Лондоні» (англ. Last Men in London, 1932) англійського філософа і письменника Олафа Стейплдона, оповіданні «Вбивство в кают-компанії» (англ. Murder in the Gunroom) американського фантаста Г. Біма Пайпера, спільній книзі Вільяма Берроуза і Чарлза Гейтвуда (англ. Charles Gatewood) «Sidetripping» (1975). Англійський радіодраматург Чарлз Чілтон[en] скористався аналогією Данна «час — книга» для пояснення переміщень у часі в науково-фантастичній радіоп'єсі «Подорож у космос[en]» (1953—1958). «Дитяча фантазія» англійської письменниці Філіппи Пірс[en] «Опівнічний сад Тома» (англ. Tom’s Midnight Garden, 1958), роман англійського письменника Джона Лаймінгтона[en] «Фрумб!» (англ. Froomb!, 1964), оповідання радянсько-ізраїльського фантаста і популяризатора науки Павла Амнуеля «Спостереження і тільки спостереження» (рос. Наблюдение и только наблюдение, 2024)[5] натхненні теорією Данна. У третьому розділі четвертої глави роману «Фрумб!» концепція Данна викладається як «теорія Часових Поясів, яка говорить, що інші світи існують одночасно з нашим, в тих самих місцях, але налаштуватися з нашої хвилі на іншу можна хіба що випадково»[6]. Головний герой роману Лаймінгтона готується до наукового експерименту, в ході якого його хочуть вбити і знову оживити, щоб отримати «опис Раю з вуст очевидця». Замість смерті і воскресіння герой фізично переноситься в майбутнє, в паралельний «часовий пояс», після чого намагається вийти на зв'язок з керівником експерименту через сновидіння.
- Жителі вигаданої планети Тральфамадор у книзі Курта Воннегута «Бійня номер п'ять, або Хрестовий похід дітей» (1969) здатні бачити час цілком, а не тільки його поточний момент.
- Думка про те, що час у різних точках «складчастого» простору сприймається по-різному — одне з фундаментальних положень теоретичної моделі Світобудови, створеної американо-британським фізиком Девідом Бомом[en]. Бом, який вважав, що картина світу формується виключно людською свідомістю, і закликав до інтелектуальної революції, яка звільнила б розум від застарілого ньютонівського механістичного сприйняття Всесвіту, стверджував, що після очікуваної ним «трансформації свідомості» час — у тому вигляді, яким ми сприймаємо його зараз — можливо, взагалі перестане існувати[7].
- У книзі «чи Є життя після смерті?» (англ. Is There Life After Death?, 2006) англійський письменник Ентоні Пік[ru] намагається переосмислити ідеї Данна у світлі новітніх теорій квантової фізики, нейробіології і природи свідомості[8].
- Героїня фільму французького режисера Гаспара Ное «Незворотність» (2002) читає книгу Данна. Реверсивна структура фільму — наочна кінематографічна ілюстрація до «Експерименту з часом». Історія розповідається в зворотному порядку; кожен наступний епізод починається за кілька хвилин або годин до попереднього за сюжетом епізоду. Теглайн фільму — «Час знищує все» (фр. Le temps détruit tout) — перша фраза, яка звучить у картині; вона ж з'являється на екрані у фіналі фільму замість заключних титрів (з них «Незворотність» починається).

«Експеримент» Данна, схоже, став одним з потаємних джерел або підземних ходів літератури двадцятого століття. Дж. Б. Прістлі, який вважав, що «Експеримент з часом» був «однією з найцікавіших і, можливо, найважливіших книг епохи», побудував на його мотиви сюжети декількох п'єс. C. Е. M. Джоуд, філософ і радіоведучий, сказав про книгу Данна: «Її можна рекомендувати кожному, хто хоче навчитися передбачати своє майбутнє». Ґрунтуючись на ідеях Данна,  К. С. Льюїс склав оповідання «Темна вежа». Дж. Р. Р. Толкін вважав, що книга Данна допомогла йому краще уявити «сонний час» ельфів Середзем'я. Агата Крісті писала, що вона [книга] дала їй «більш правильне уявлення про безтурботність, ніж те, яке вона мала будь-коли раніше». «Всі в Англії говорять про Дж. У. Данна — людину, яка зробила популярними сни», — повідомляв газетний оглядач 1935 року, хоча й попереджав, що від незліченних геометричних діаграм у книзі можна «звихнутися». Роберт Гайнлайн посилається на теорію Данна в своїй новелі «Колись ще» 1941 року. 1940 року, Хорхе Луїс Борхес опублікував рецензію на книгу Данна. «Данн запевняє нас, що в смерті ми, нарешті, навчимося давати раду вічності», — написав Борхес. — «Він стверджує, що майбутнє, з усіма його подробицями і мінливістю, вже існує». Данн написав кілька продовжень «Експерименту з часом». Одне з них, опубліковане 1940 році, мало незабутню назву: «Ніщо не вмирає».— Ніколсон Бейкер